# Wellness (Last Dinosaurs)
Wellness is het tweede studioalbum van de Australische indierockband Last Dinosaurs. Het album werd uitgebracht op 28 augustus 2015 onder het label Dew Process, en werd aangekondigd samen met de tweede single van het album, "Apollo", op 30 april 2015. Wellness debuteerde op nummer 18 in de Australische ARIA Charts.

## Tracklist
| Nr.          | Titel            | Duur  |
| ------------ | ---------------- | ----- |
| 1.           | "Take Your Time" | 3:44  |
| 2.           | "Evie"           | 3:42  |
| 3.           | "Karma"          | 3:36  |
| 4.           | "Wurl"           | 4:29  |
| 5.           | "Wellness"       | 3:33  |
| 6.           | "Apollo"         | 3:25  |
| 7.           | "Always"         | 3:38  |
| 8.           | "Purist"         | 3:38  |
| 9.           | "Stream"         | 3:51  |
| 10.          | "Zero"           | 3:06  |
| Totale duur: | Totale duur:     | 36:42 |

## Hitnoteringen
| Hitnoteringen              | Positie |
| -------------------------- | ------- |
| Australische Albums (ARIA) | 18      |

## Bezetting
- Sean Caskey - zang, gitaar
- Lachlan Caskey - lead gitaar
- Michael Sloane - bass
- Dan Koyama - drums, percussie